# Cabedelo (navio)
O Cabedelo (Cabedello) foi o quarto navio mercante brasileiro atacado pelos submarinos do Eixo, durante a Segunda Guerra Mundial e o terceiro a ser afundado após o rompimento das relações diplomáticas entre o Brasil e o Eixo, em janeiro de 1942.
Comandado pelo capitão-de-longo-curso Pedro Veloso da Silveira, foi atacado e desapareceu sem deixar vestígios – com 54 tripulantes a bordo – entre os dias 14e 25 de fevereiro de 1942, em algum ponto do Oceano Atlântico a leste das Pequenas Antilhas.

## O navio
Terminada a sua construção em 14 de junho de 1912, nos estaleiros da Flensburger Schiffsbau Gesellschaft, em Flensburg, Alemanha, foi lançado sob o nome Prussia, operado pela Hamburg Amerika Linie (Hapag), de Hamburgo.
Tinha 111 metros de comprimento, por 15,5 metros de largura, um calado de 6,7 metros e arqueação bruta de registro — GRT de 3 557 toneladas. Feito com casco de aço, era propelido através de turbinas a vapor, com um motor de tripla expansão, fazendo-o alcançar a velocidade de 12 nós.
Encontrava-se a serviço da Marinha Alemã, como navio de apoio logístico ao cruzador Dresden e aos navios mercantes armados Cap Trafalgar e Kronprinz Wilhelm. Em 1º de junho de 1917, com a entrada do Brasil na Primeira Guerra Mundial contra a Alemanha, o navio é confiscado pelo Governo brasileiro, no porto de Santos, onde estava retido desde setembro de 1915.
É rebatizado, então, de  Cabedelo, e passa a ser operado pelo Loide Brasileiro, registrado no porto do Rio de Janeiro sob o número 270.

## O mistério do desaparecimento
Em 14 de fevereiro de 1942, ele zarpou da Filadélfia, nos Estados Unidos
em direção às Antilhas, com destino ao Rio de Janeiro, transportando uma carga de carvão. Apesar da guerra na Europa, na ocasião ainda não se controlavam os comboios e nem as viagens dos navios mercantes que navegavam junto à costa leste dos Estados Unidos, denominada Zona de Segurança Pan-Americana.
Após aquele dia, o Cabedelo simplesmente desapareceu sem deixar qualquer vestígio, assim como sua tripulação composta de 13 oficiais, 3 suboficiais e 37 marinheiros, foguistas e taifeiros, totalizando 54 homens. Era comandado pelo Capitão-de-Longo-Curso Pedro Veloso da Silveira.
Embora desaparecido sem deixar rastro, as autoridades o consideraram perdido por ação inimiga, uma vez que o tempo era bom na região. Pesquisadores europeus – dentre eles, Alberto Santoni, da Faculdade de Ciência Política de Roma; e Jürgen Rohwer, da Biblioteca de Estudos Contemporâneos de Stuttgart – afirmam que o algoz do Cabedelo foi o submarino italiano Da Vinci, e definem, ainda, o dia 25 de fevereiro como sendo o dia do ataque.
Todavia, tais afirmações não foram (e ainda não o são) de aceitação unânime, porquanto dois fatores contribuem para alimentar a controvérsia: A Naval Historical Branch (inglesa) afirmou que o afundamento do navio não consta dos registros italianos, fator este, deveras importante uma vez que toda a atividade de um submarino era meticulosamente registrada nos diários de bordo e comunicada aos comandos centrais na Europa. O outro fator é que, caso considerada aquela data (25 de fevereiro), o navio já havia navegado por 11 dias e percorrido pelo menos 2 mil milhas, o que lhe colocava fora da região reservada às ações do Da Vinci. Além disso, um memorando interno do Ministério das Relações Exteriores, datado de 22 de junho – quatro meses depois do desaparecimento – considerou a hipótese de a tripulação do navio ter sido sequestrada e internada em algum campo de concentração, o que contribuiu ainda mais para alimentar a controvérsia.
Outra hipótese sugere que o navio tenha sido atacado por um outro submarino italiano, o Torelli, que, em 19 de fevereiro, atacara dois mercantes na altura das Guianas. Também é citado o Capellini – um outro u-Boot italiano.
De qualquer forma, nada ficou provado de forma categórica que tenha sido algum daqueles submarinos italianos o causador do ataque. Também cogitou-se que os tripulantes poderiam ter sido metralhados quando já se encontravam a bordo dos escaleres, mas como nenhum escaler, nem mesmo vazio, foi encontrado, o mistério permanece até os dias de hoje.
Apesar da incerteza quanto ao agente agressor, os tripulantes do Cabedelo foram considerados vítimas da guerra e tiveram, portanto, seus nomes inscritos no Monumento aos Mortos da Segunda Guerra Mundial no Rio de Janeiro.